# Дзвенигородське відслонення силуру
Дзвенигоро́дське відсло́нення силуру — геологічна пам'ятка природи місцевого значення в Україні. Розташована на південній околиці села Дзвенигород Чортківського району Тернопільської області, в межах лівого схилу долини річки Дністер, у старому кар'єрі.

## Пам'ятка
Оголошено об'єктом природно-заповідного фонду рішенням виконкому Тернопільської обласної ради від 19 листопада 1984 року № 320. Перебуває у віданні  національного природного парку «Дністровський каньйон».

## Характеристика
Площа — 0,15 га.
Під охороною — відслонення верхньої частини рукшинської серії (трубчинський і дзвенигородський світи) верхнього силуру.
Трубчинська світа — товстоплитчасті масивні вапняки з брахіоподами, конодонтами і табулятами; видима потужність 17,4 м. Дзвенигородська світа — грудкуваті й плитчасті глинисті вапняки та мергелі; видима потужність 9 м.
У 2010 р. увійшов до складу національного природного парку «Дністровський каньйон».